# حسین میرجعفری
حسین میرجعفری(تیرماه ۱۳۱۹_١١ فروردین ۱۴۰۳، فرزند حاج قادر) استاد تاریخ دانشگاه اصفهان و نخستین استاد تمام گروه تاریخ این دانشگاه، در تیر ماه سال ۱۳۱۹ در شهرستان میانه متولد شد. او سردبیر فصلنامه پژوهش‌های تاریخی (دارای درجه «علمی-پژوهشی» و مورد تأیید وزارت علوم) بود. وی همچنین عضو هیئت تحریریه تاریخ نامه ایران بعد از اسلام (دانشگاه تبریز) و فصلنامه تاریخ پژوهان بود. او از محققینی بود که تحقیقات صفویه‌شناسی را رونق خاصی بخشیده‌ و تاليفات زیادی در تاریخ ایران داشته است.
گفتنی‌ست که حسین میرجعفری مدرک کارشناسی را در رشتهٔ تاریخ از دانشگاه تبریز و مدارک کارشناسی ارشد و دکترا و از دانشگاه بین‌المللی استانبول گرفته و استاد گروه تاریخ دانشگاه اصفهان بود. حوزهٔ تخصصی مطالعات و پژوهش‌های ایشان، تاریخ مغول، تیموریان و صفویه بود و کتاب ایشان درمورد تاریخ ترکمانان و تیموریان، توسط سازمان سمت، به عنوان کتاب درسی دانشگاه‌های کشور به چاپ رسیده‌است.
او بین ۷۹-۱۹۷۸ پژوهشگر مرکز مطالعات خاورمیانه دانشگاه شیکاگو بود.

## آثار
- روش پژوهش در تاریخ
- تاریخ تحولات سیاسی، اجتماعی، اقتصادی و فرهنگی ایران در دوره تیموریان و ترکمانان (منبع کنکور کارشناسی ارشد) [۸] که مورد توجه دانش‌پژوهان زیادی قرار گرفته.[۹]